# Roxy Jezel
Roxy Jezel (Londres, 5 de junho de 1982) é uma atriz pornográfica britânica. Já usou os seguintes nomes em suas participações cinematográficas: Roxy Gissel, Roxy e Jezel. Tem origens tailandesa e caucasiana. Tem 1,65 cm.

## Biografia
Começou no cinema pornô no ano de 2000 fazendo pouquíssimos filmes até 2002. A partir de 2003 adentrou de forma mais contundente no cinema adulto realizando até 2005 por volta de 180 filmes.

## Filmografia parcial
- Anal Prostitutes On Video # 2
- Ass Obsessed # 2
- Ass Stickers
- Barely Legal # 43
- Chica Boom # 20
- Cum Swallowing Whores # 2
- Cum Swapping Sluts # 7
- Deep Throat This # 12
- Down The Hatch # 17
- Feeding Frenzy # 4
- Gang Bang # 3
- Grand Theft Anal # 4
- Internal Cumbustion # 7
- Jack's Playground # 16
- Jack's Teen America # 2
- Lewd Conduct # 18
- Lex Steele XXX # 3
- Max Faktor # 7
- Meat Holes # 1
- Multiple POV # 1
- North Pole # 47
- Oral Consumption # 6
- POV Pervert # 3
- Service Animals # 16
- She Squirts # 15
- Up Your Ass # 22
- Who's Your Daddy? # 2

## Prêmios e Indicações

### XRCO (X-Rated Critics Organization)
- 2005 - Indicada na categoria "Orgasmic Oralist"
- 2004 - Melhor na categoria "Orgasmic Oralist"